# Andrena allosa
Andrena allosa är en biart som beskrevs av Warncke 1975. Andrena allosa ingår i släktet sandbin, och familjen grävbin. Inga underarter finns listade i Catalogue of Life.